# Luis Fajardo Fernández
Luis Fajardo Fernández (? - Granada, 11 d'agost de 1936) fou un polític republicà espanyol. Va ser alcalde de Granada en 1936, durant la Segona República, sent assassinat pels revoltats al començament de la Guerra Civil.
Advocat, va ser el fundador del Partit Republicà Autònom Granadí. Es va unir posteriorment a Esquerra Republicana, sent elegit alcalde de la localitat després de la restauració de la corporació municipal destituïda en 1934, després del triomf del Front Popular en les eleccions de 1936. Va ser nomenat alcalde el 29 de febrer fins a l'1 de juliol, quan va ser succeït per Manuel Fernández Montesinos.
Al costat de Manuel Fernández Montesinos i Carlos Morenillas és autor en 1932 de la ponència "La conveniencia de formar parte de la Mancomunidad Andaluza" sol·licitada per l'ajuntament de Granada per anar a l'Assemblea de Còrdova de 1933 sobre l'Estatut d'Andalusia i en la qual es mostra contrari a la integració de Granada en aquesta autonomia.
En produir-se la revolta que va donar lloc a la Guerra Civil, va ser detingut i més tard, l'11 d'agost, va ser afusellat en les tàpies del cementiri de Granada.